# Al Jackson, Jr.
Al Jackson, Jr. (* 27. November 1935 in Memphis, Tennessee; † 1. Oktober 1975 ebenda) war ein US-amerikanischer Schlagzeuger, Musikproduzent und Songwriter. Am bekanntesten ist er als Gründungsmitglied von Booker T. & the M.G.’s.

## Leben und Werk
Bereits als Kind erlernte Al Jackson das Trommeln und spielte in der Band seines Vaters. Als Teenager begann er, in der Band von Willie Mitchell zu trommeln. 1962 gründete er zusammen mit Booker T. Jones (Keyboard), Steve Cropper (Gitarre) und Lewis Steinberg (Bass; 1964 ersetzt durch Donald Dunn) die Hausband von Stax Records, Booker T. & the M.G.’s.
Als Anfang der 1970er der Erfolg von Booker T. & the M.G.’s nachließ, arbeitete Jackson vornehmlich als Produzent und Sessionmusiker. Zu den Künstlern, für die er spielte, gehören Eric Clapton, Freddie King, Herbie Mann und viele andere.
1975 beschlossen die Mitglieder von Booker T. & the M.G.’s, ein neues Album aufzunehmen. Am 1. Oktober 1975 wurde Al Jackson durch mehrere Schüsse getötet, als er nachts nach Hause kam. Die Tatumstände wurden niemals eindeutig geklärt.
Der Rolling Stone listete Jackson 2016 auf Rang neun der 100 größten Schlagzeuger aller Zeiten.